# Liste des épisodes de Yu-Gi-Oh! Vrains
 (juin 2018).
Si vous disposez d'ouvrages ou d'articles de référence ou si vous connaissez des sites web de qualité traitant du thème abordé ici, merci de compléter l'article en donnant les références utiles à sa vérifiabilité et en les liant à la section « Notes et références ».
Yu-Gi-Oh! Vrains est la sixième série de la franchise Yu-Gi-Oh!. Cette série se déroule après la série Yu-Gi-Oh! Arc-V. Elle est diffusée au Japon du 10 mai 2017 au 25 septembre 2019 sur TV Tokyo.

## Liste des épisodes

### Saison 1
Actuellement, il n'existe aucune version française. Par conséquent, les titres français indiqués ci-dessous sont une traduction non officielle des titres des épisodes de la version anglaise.
| No | Titre de l’épisode en français              | Titre original de l’épisode                                                                           | Date de 1re diffusion |
| -- | ------------------------------------------- | --- | --------------------- |
| 1  | Bienvenue dans LINK VRAINS                  | 俺の名はＰｌａｙｍａｋｅｒ Ore no Na wa Pureimēkā (Mon nom est Playmaker)                             | 10 mai 2017           |
| 2  | Saisis le vent !                            | 風を掴め！Ｓｔｏｒｍ Ａｃｃｅｓｓ Kaze o Tsukame! Sutōmu Akusesu (Saisir le vent! Accès aux tempêtes) | 17 mai 2017           |
| 3  | Contact                                     | ファースト・コンタクト Fāsuto Kontakuto (Premier contact)                                             | 24 mai 2017           |
| 4  | Souffrir pour réussir                       | カリスマデュエリスト Ｇｏ鬼塚 Karisuma Dyuerisuto: Gō Onizuka (Le duelliste charismatique Go Onizuka) | 31 mai 2017           |
| 5  | Compte-à-rebours                            | 鳴動のスリーカウント Meidō no Surī Kaunto (Sonner trois comptes)                                      | 7 juin 2017           |
| 6  | Le vrai bleu                                | アイドル！！ブルーエンジェル Aidoru!! Burū Enjeru (Idole!! Blue Angel)                                | 14 juin 2017          |
| 7  | L'ange de Hanoï                             | ハノイの天使 Hanoi no Tenshi (Ange de Hanoi)                                                          | 21 juin 2017          |
| 8  | Une tempête arrive                          | 風を操りし者 Kaze o Ayatsurishi Mono (Celui qui manipule le vent)                                     | 5 juillet 2017        |
| 9  | Chaos malveillant                           | Oimotometekita Teki 追い求めてきた敵 (L'ennemi qui poursuit)                                          | 12 juillet 2017       |
| 10 | Duel dans l'œil de la tempête - 1ère partie | Shōgeki! Saibāsu Shōshitsu 衝撃！サイバース消失 (Impact! Disparition des Cyberse )                    | 19 juillet 2017       |
| 11 | Duel dans l'œil de la tempête - 2ème partie | 轟く弾倉 ヴァレルロード Todoroku Dansō Varerurōdo ("Varrel Load , le chargeur rugissant ! ")          | 26 juillet 2017       |
| 12 | Duel dans l'œil de la tempête - 3ème partie | 鉄壁の守護竜ファイアウォール Teppeki no Shugoryū Faiawōru ("Firewall ! le dragon défenseur blindé")   | 2 août 2017           |
| 13 | Débriefing                                  | 激闘の記録 Gekitō no Kiroku ("Compte rendu d'un combat acharné !")                                    | 9 août 2017           |
| 14 | L'invitation de Ghost Gal - 1ère partie     | ゴーストガールの誘い Gōsuto Gāru no Sasoi ("L'invitation de Ghost Girl")                              | 16 août 2017          |
| 15 | L'invitation de Ghost Gal - 2ème partie     | 闇に忍ぶオルターガイスト Yami ni Shinobu Orutāgaisuto ("Les altergueist tapies dans l'ombre !")       | 23 août 2017          |
| 16 | L'attaque des hackers                       | 潜入ＳＯＬ電脳要塞 Sen'nyū Soru Den'nō Yōsai ("L'infitration de la SOL")                              | 30 août 2017          |
| 17 | Des IA Duellistes infaillibles              | 完全無欠のＡＩデュエリスト Kanzen Muketsu no Ēai Dyuerisuto                                           | 6 août 2017           |
| 18 | Duel pour la vérité - 1ère partie           | 胸に刻まれた傷 Mune ni Kizumareta Kizu ("Des blessures dans le coeur")                                | 13 août 2017          |
| 19 | Duel pour la vérité - 2ème partie           | 闇に葬られし事件 Yami ni Hōmurareshi Jiken ("Les évenement enfouie dans les ténèbres !")              | 20 septembre 2017     |
| 20 | Duel pour la vérité - 3ème partie           | ゆずれない正義 Yuzurenai Seigi ("Une justice inébranlable !")                                         | 27 septembre 2017     |
| 21 | Une bataille à venir                        | 新たな闘いの火種 Aratana Tatakai no Hidane                                                            | 4 octobre 2017        |
| 22 | Les supprimés                               | 漆黒に染まる日輪 Shikkoku ni Somaru Nichirin                                                          | 11 octobre 2017       |
| 23 | Être ou ne pas être Gore - 1ère partie      | ゲノムの巨人 Genomu no Kyojin                                                                         | 18 octobre 2017       |
| 24 | Être ou ne pas être Gore - 2ème partie      | ダークマスクが背負う宿命 Dāku Masuku ga Seou Shukumei                                                 | 18 octobre 2017       |
| 25 | Anéantir le virus - 1ère partie             | ウィルスデッキ・オペレーション Wirusu Dekki Operēshon                                                 | 1er novembre 2017     |
| 26 | Anéantir le virus - 2ème partie             | 希望を導くスリー・ドロー Kibō o Michibiku Surī Dorō                                                   | 8 novembre 2017       |
| 27 | Le brave combattant                         | 闘う男、島直樹闘う男、島直樹 Tatakau Otoko, Shima Naoki                                               | 15 novembre 2017      |
| 28 | Le troisième Chevalier de Hanoï             | 三騎士、最後の将三騎士、最後の将 Sankishi, Saigo no Shō                                               | 22 novembre 2017      |
| 29 | Les Chroniques de Kolter                    | クサナギレポートクサナギレポート Kusanagi Repōto                                                      | 29 novembre 2017      |
| 30 | Les dessous de VRAINS - 1ère partie         | 奈落への扉奈落への扉 Naraku e no Tobira                                                               | 6 décembre 2017       |
| 31 | Les dessous de VRAINS - 2ème partie         | 終末のトリガー Shūmatsu no Torigā                                                                     | 13 décembre 2017      |
| 32 | La Tour de Hanoï                            | ハノイの塔ハノイの塔 Hanoi no Tō                                                                      | 20 décembre 2017      |
| 33 | Il était une fois                           | 青い涙の天使青い涙の天使 Aoi Namida no Tenshi                                                         | 27 décembre 2017      |
| 34 | Les racines du mal                          | 聖なる天樹聖なる天樹 Seinaru Tenju                                                                    | 10 janvier 2018       |
| 35 | Aller trop loin - 1ère partie               | もう一つのロスト事件もう一つのロスト事件 Mō Hitotsu no Rosuto Jiken ("L'autre affaire perdue")        | 17 janvier 2018       |
| 36 | Aller trop loin - 2ème partie               | くだらない正義くだらない正義 Kudaranai Seigi ("une justice absurde")                                  | 24 janvier 2018       |
| 37 | Aller trop loin - 3ème partie               | 我が母なる樹我が母なる樹 Waga Hahanaru Ju ("Mon arbre mère")                                          | 31 janvier 2018       |
| 38 | Les souvenirs de Hanoï                      | ハノイの追想 Hanoi no Tsuisō ("les souvenirs d'Hanoi")                                                | 7 février 2018        |
| 39 | Gore en guerre - 1ère partie                | 闇に葬る弾丸 Yami ni Hōmuru Dangan ("Les balles enfouies dans les ténèbres")                          | 14 février 2018       |
| 40 | Gore en guerre - 2ème partie                | 勝利への渇望勝利への渇望 Shōri e no Katsubō ("La soif de victoire")                                   | 21 février 2018       |
| 41 | Vérité et conséquences                      | 欺かれた事実欺かれた事実 Azamukareta Jijitsu ("la verité déformée")                                   | 28 février 2018       |
| 42 | Storm Access                                | スターダストロードの導き Sutādasuto Rōdo no Michibiki (")                                             | 7 mars 2018           |
| 43 | Duel au Sommet - 1ère partie                | イグニスの誕生イグニスの誕生 Igunisu no Tanjō ("la naissance des Ignis")                              | 14 mars 2018          |
| 44 | Duel au Sommet - 2ème partie                | 運命の囚人運命の囚人 Unmei no Shūjin ("Prisonnier du Destin")                                         | 21 mars 2018          |
| 45 | Duel au Sommet - 3ème partie                | 極限領域のデュエル極限領域のデュエル Kyokugen Ryōiki no Dyueru (Duel au Sommet)                       | 28 mars 2018          |
| 46 | Lien vers l'avenir                          | 未来を描き出すサーキット Mirai o Egakidasu Sākitto (Circuit qui dessine l'avenir)                     | 4 avril 2018          |

### Saison 2
Actuellement, il n'existe aucune version française. Par conséquent, les titres français indiqués ci-dessous sont une traduction non officielle des titres des épisodes de la version anglaise.
| No  | Titre de l’épisode en français        | Titre original de l’épisode                                                                    | Date de 1re diffusion |
| --- | ------------------------------------- | ---------------------------------------------------------------------------------------------- | --------------------- |
| 47  | LINK VRAINS 2.0                       | 帰ってきた Kaette Kita Pureimēkā (Le retour de Playmaker)                                      | 11 avril 2018         |
| 48  | Un nouvel ennemi                      | 裁きの矢 Sabaki no Ya (Les Flèches du jugement)                                                | 18 avril 2018         |
| 49  | Le duelliste à l'âme ardente          | 炎をまといし決闘者 Honoo o Matoishi Kettōsha (Le duelliste vêtue de Flamme )                   | 25 avril 2018         |
| 50  | Une cause commune                     | 転校生、穂村尊 Tenkōsei, Homura Takeru (L'étudiant Transférer, Takeru Homura)                  | 2 mai 2018            |
| 51  | Le nouveau Gore - 1ère partie         | カリスマを捨てた男 Karisuma o Suteta Otoko (Un homme qui a jeté le charisme)                   | 9 mai 2018            |
| 52  | Le nouveau Gore - 2ème partie         | 名ばかりの英雄 Na Bakari no Eiyū (Un pseudo Héros)                                             | 16 mai 2018           |
| 53  | Le chasseur de primes - 1ère partie   | 賞金稼ぎブラッドシェパード Baunti Hantā Buraddo Shepādo (le chasseur de primes, Blood Shepard) | 23 mai 2018           |
| 54  | Le chasseur de primes - 2ème partie   | Senritsu no Batoru Dorōn                                                                       | 30 mai 2018           |
| 55  | Rencontre avec Windy                  | 未知なる世界へ Michi Naru Sekai e                                                              | 6 juin 2018           |
| 56  | L'arrivée de Blue Gal                 | 初陣！ブルーガール                                                                             | 13 juin 2018          |
| 57  | Le retour de Bohman - 1ère partie     | 雲上の決戦 Unjō no Kessen                                                                      | 20 juin 2018          |
| 58  | Le retour de Bohman - 2ème partie     | Repurika no Tamashii                                                                           | 4 juillet 2018        |
| 59  | Le retour de Hanoï                    | "Hanoi Saishidō" ("le retour d'Hanoi")                                                         | 11 juillet 2018       |
| 60  | Ghost Gal contre le brave combattant  | "Haiboku no Bureivu Makkusu"                                                                   | 18 juillet 2018       |
| 61  | Affronter ses peurs - 1ère partie     | "Yami Yori Ideshi Zetsubō"                                                                     | 25 juillet 2018       |
| 62  | Affronter ses peurs - 2ème partie     | "Imawashiki Bōrei"                                                                             | 1er août 2018         |
| 63  | Affronter ses peurs - 3ème partie     | "Tensei Suru Honoo" ("les flammes de la réincarnation')                                        | 8 août 2018           |
| 64  | Le commencement                       | "Tāning Point" ("un moment décisif")                                                           | 15 août 2018          |
| 65  | Le puzzle du duel                     | "Taymaker's Breath"                                                                            | 22 août 2018          |
| 66  | L'Ignis de la Terre                   | "Earth Ignis "Earth" ("L'Ignis de la terre , Earth)                                            | 29 août 2018          |
| 67  | Choisir son camp                      | "AI's Longing" (les désir de AI)                                                               | 5 septembre 2018      |
| 68  | Rencontre secrète                     | "Secret Meeting" ("réunion secrète")                                                           | 12 septembre 2018     |
| 69  | Rokkettes Syntoniseuses - 1ère partie | "Mission That Must Be Accomplished" ("une mission à accomplir")                                | 19 septembre 2018     |
| 70  | Rokkettes Syntoniseuses - 2ème partie | "Tuning Bullets"                                                                               | 26 septembre 2018     |
| 71  | La guerre est déclarée                | "Declaration of War" ("Déclaration de Guerre")                                                 | 3 octobre 2018        |
| 72  | Changement de stratégie - 1ère partie | "Clear Perfection"                                                                             | 10 octobre 2018       |
| 73  | Changement de stratégie - 2ème partie | "Light Blade that Slices Despair"                                                              | 17 octobre 2018       |
| 74  | Piratage cérébral                     | "Captured Ignis" ("l'Ignis capturer)                                                           | 24 octobre 2018       |
| 75  | La chute de Earth                     | "The Demon Possessing His Heart" ("le coeur possédé par le demon)                              | 31 octobre 2018       |
| 76  | Souvenirs éveillés                    |                                                                                                | 7 novembre 2018       |
| 77  | Affrontement familial                 |                                                                                                | 14 novembre 2018      |
| 78  | Ami ou ennemi                         |                                                                                                | 21 novembre 2018      |
| 79  | La chasse est ouverte                 |                                                                                                | 28 novembre 2018      |
| 80  | L'assaut de Lightning                 |                                                                                                | 5 décembre 2018       |
| 81  | Au-delà de l'instinct - 1ère partie   |                                                                                                | 12 décembre 2018      |
| 82  | Au-delà de l'instinct - 2ème partie   |                                                                                                | 19 décembre 2018      |
| 83  | Une étrange rencontre                 |                                                                                                | 26 décembre 2018      |
| 84  | La colère de Soulburner               |                                                                                                | 9 janvier 2019        |
| 85  | Blue Maiden contre Harlin             |                                                                                                | 16 janvier 2019       |
| 86  | Le plan de Spectre - 1ère partie      |                                                                                                | 23 janvier 2019       |
| 87  | Le plan de Spectre - 2ème partie      |                                                                                                | 30 janvier 2019       |
| 88  | La vengeance de Windy - 1ère partie   |                                                                                                | 6 février 2019        |
| 89  | La vengeance de Windy - 2ème partie   |                                                                                                | 13 février 2019       |
| 90  | Duel pour une amie                    |                                                                                                | 20 février 2019       |
| 91  | Du fond du cœur                       |                                                                                                | 27 février 2019       |
| 92  | Duel contre un ami                    |                                                                                                | 6 mars 2019           |
| 93  | Respecter la promesse                 |                                                                                                | 13 mars 2019          |
| 94  | Âme ardente - 1ère partie             |                                                                                                | 20 mars 2019          |
| 95  | Âme ardente - 2ème partie             |                                                                                                | 27 mars 2019          |
| 96  | Le secret de Lightning - 1ère partie  |                                                                                                | 3 avril 2019          |
| 97  | Le secret de Lightning - 2ème partie  |                                                                                                | 10 avril 2019         |
| 98  | Tout pour gagner                      |                                                                                                | 17 avril 2019         |
| 99  | Le jeu final de Bohman - 1ère partie  |                                                                                                | 24 avril 2019         |
| 100 | Le jeu final de Bohman - 2ème partie  |                                                                                                | 1er mai 2019          |
| 101 | Un souhait confié                     |                                                                                                | 8 mai 2019            |
| 102 | Le tour final                         |                                                                                                | 15 mai 2019           |

### Saison 3
Actuellement, il n'existe aucune version française. Par conséquent, les titres français indiqués ci-dessous sont une traduction non officielle des titres des épisodes de la version anglaise.
| No  | Titre de l’épisode en français         | Titre original de l’épisode | Date de 1re diffusion |
| --- | -------------------------------------- | --------------------------- | --------------------- |
| 103 | Réflexions                             |                             | 22 mai 2019           |
| 104 | Ton règne est terminé                  |                             | 29 mai 2019           |
| 105 | Alliance inattendue                    |                             | 5 juin 2019           |
| 106 | Roboppi passe à l'action - 1ère partie |                             | 12 juin 2019          |
| 107 | Roboppi passe à l'action - 2ème partie |                             | 19 juin 2019          |
| 108 | Esprit incassable                      |                             | 3 juillet 2019        |
| 109 | Duel contre Pandor                     |                             | 10 juillet 2019       |
| 110 | La frustration d'Ai - 1ère partie      |                             | 17 juillet 2019       |
| 111 | La frustration d'Ai - 2ème partie      |                             | 24 juillet 2019       |
| 112 | Le déclin de SOL                       |                             | 31 juillet 2019       |
| 113 | Le roi des appareils                   |                             | 7 août 2019           |
| 114 | Le rêve de Roboppi                     |                             | 14 août 2019          |
| 115 | Là où tout a commencé - 1ère partie    |                             | 21 août 2019          |
| 116 | Là où tout a commencé - 2ème partie    |                             | 28 août 2019          |
| 117 | Chacun sa route - 1ère partie          |                             | 4 septembre 2019      |
| 118 | Chacun sa route - 2ème partie          |                             | 11 septembre 2019     |
| 119 | Chacun sa route - 3ème partie          |                             | 18 septembre 2019     |
| 120 | Monde connecté                         |                             | 25 septembre 2019     |